# هنري إيفانز (لاعب كريكت)
هنري إيفانز (بالإنجليزية: Henry Evans)‏ (8 يوليو 1857 - 30 يوليو 1920 في المملكة المتحدة) هو لاعب كريكت بريطاني (وحمل سابقاً جنسية المملكة المتحدة لبريطانيا العظمى وأيرلندا). لعب مع نادي مقاطعة ديربيشاير للكريكت ‏.